# Uglydolls
Uglydolls zijn een verzameling speelgoedpoppen die ontworpen zijn door de speelgoedontwerpers David Horvath en Sun-Min Kim. Uglydolls zijn voor het eerst uitgebracht in 2002 en onderscheiden zich door een uiterlijk dat traditionele schattigheid combineert met lelijkheid. In 2006 werd de Specialty Toy of the Year Award door de Toy Industry of America toegewezen aan Uglydolls.

## Ontstaan
De brieven van David Horvath aan zijn in Korea woonachtige vrouw Kim Sun-min ondertekende hij met een lelijk oranje poppetje. Kim Sun-min maakte als kerstcadeau hiervan een pluche pop en stuurde deze terug naar haar man David.

## Karakters
David liet de pop zien aan een vriend die werkte voor Giant Robot, een speelgoedwinkel in Los Angeles. Daarmee werden de Uglydolls geboren als product. Ze werden een commercieel succes. Er zijn 20 verschillende Uglydoll poppen en er komen er steeds meer bij. Hun karakters en eigenschappen zijn net zo gevarieerd als hun ontwerp:
- Babo is niet de slimste maar kan knuffelen als de beste. Hij zal altijd bij je blijven, ook als er iets engs gebeurd. Kijk wel uit met je koekjes, je bent ze zo kwijt!
- Big Toe is druk, druk, druk, maar zorgt wel dat alles geregeld is. Hij is altijd op de hoogte van de nieuwste nieuwtjes.
- Bop 'N' Beep vindt het heerlijk om alles samen te doen, zoals ruzie maken om welke film jullie gaan kijken.
- Chuckanucka maakt zich altijd zorgen om alles. Maar ziet ie er niet lief uit in oranje?
- Cinko is erg rustig en verlegen, maar je kan wel met hem lachen.and quiet but has a good sense of humor. Hij is bang voor water en is het kleine broertje van Target.
- Ice-Bat woont in de koelkast in een grot van ijs, hij wil wel graag tijd met je doorbrengen, als ie maar ondersteboven kan hangen. Alles wat ie aanraakt verandert in ijs.
- Jeero wil gewoon bij je zijn. Je moet hem maar niet te veel vragen, want hij weet niet veel. hij is gek op sporten.
- Moxy is altijd klaar om te gaan. Haar antennes ontvangen signalen uit de hele wereld.
- OX vindt het leuk om je spullen te lenen. Sommigen noemen het stelen, maar hij noemt het lenen (al duurt het 100 jaar voor je je spullen terug krijgt).
- Peaco is verlegen van buiten, maar wild van binnen. Hij is gek op water in tegenstelling tot zijn neefje Cinko.
- Target is de opa van de Uglydolls, hij wordt dan ook vaak opgetrommeld om de anderen uit benarde situaties te ontvangen.
- Toodee is erg nieuwsgierig. als ie een neus had, stak ie hem overal in. Wat is dit? Wat is dat? Zijn vragen maken Jeero helemaal gek!
- Tray is de slimmerd van de Uglydolls; sterker nog, ze heeft drie paar hersenen. Namelijk een voor elk blauw oog.
- Uglydog houdt er niet van om pootjes te geven, maar vindt het wel geweldig om je bij alles te helpen.
- Uglyworms willen macht. De macht om geweldige en grote dingen te doen. Ze willen jouw macht.
- Wage is een harde werker net als jij. Hij werkt bij de plaatselijke supermarkt, al merken de mensen daar er niet veel van.
- Wedgehead ziet de dingen zoals jij ze ziet. Maar dan moet ie wel op zijn hoofd staan. Wil samen met OX bewijzen dat mensen bestaan.

Target is inmiddels uit productie.